# Wahrheit oder Pflicht
Wahrheit oder Pflicht (niem. Prawda czy wyzwanie, dosł. Prawda czy obowiązek) – ósmy studyjny album zespołu Oomph!, wydany 2004 roku. Dostępny jest także digipak z dwoma bonusowymi piosenkami oraz teledyskiem do piosenki Brennende Liebe wykonaną z wokalistką austriackiej formacji L’Âme Immortelle – Sonją Kraushofer należąca do tej samej wytwórni co Oomph! Album promuje singel "Augen Auf!", który okazał się absolutnym sukcesem i zajmował czołowe miejsca na listach przebojów. Jest także wersja Limited Edition z dodatkowymi trzema utworami śpiewanymi w języku angielskim – ścieżka 5 Burn your eyes, ścieżka 9 Answer me i ścieżka 12 Nothing.

## Lista utworów
1. Augen auf!
2. Tausend neue Lügen
3. Wenn Du weinst
4. Sex hat keine Macht
  - Brennende Liebe
5. Dein Weg
6. Du spielst Gott
7. Dein Feuer
  - Eisbär
8. Der Strom
9. Nichts (ist kälter als deine Liebe)
10. Diesmal wirst du sehn
11. Tief in dir
12. Im Licht
13. Brennende Liebe (Enhanced Video Track) (Data Track)

## Dodatki w nowej edycji
- Brennende Liebe
- Eisbär
- teledysk Brennende Liebe

## Single
- Augen Auf! (2004)
- Brennende Liebe feat. L’Âme Immortelle (2004)
- Sex hat keine Macht (2004)

## Teledyski
- Augen Auf! (2003)
- Brennende Liebe feat. L’Âme Immortelle (2004)
- Sex hat keine Macht (2004)